# Vương tử William Frederick, Công tước xứ Gloucester và Edinburgh
Vương tử William Frederick, Công tước xứ Gloucester và Edinburgh (15 tháng 1 năm 1776 – 30 tháng 11 năm 1834) là chắt của vua George II của Anh và là cháu trai và con rể của vua George III. Ông là cháu trai của cả Frederick, Thân vương xứ Wales (con trai cả của George II) và Edward Walpole. Vương tử William kết hôn với Vương nữ Mary, con gái thứ tư của George III.